# Nậm Củm
Nậm Củm là một phụ lưu cấp 1 ở bờ trái sông Đà, chảy ở huyện Mường Tè tỉnh Lai Châu, Việt Nam .
Nậm Củm dài chừng 53 km, diện tích lưu vực 398 Km², mã sông là "02 02 63 09" 

## Dòng chảy
Nậm Củm bắt nguồn từ hợp lưu các suối ở vùng núi ở phần bắc xã Pa Ủ huyện Mường Tè tỉnh Lai Châu 22°41′16″B 102°40′39″Đ / 22,687763°B 102,677445°Đ. Đường biên giới Việt - Trung phần lớn đi theo đường phân thủy ở các núi này.
Nậm Củm chảy uốn lượn về hướng tây nam rồi nam, đổ vào Sông Đà ở bản Nậm Củm xã Mường Tè 22°28′49″B 102°36′46″Đ / 22,480367°B 102,612883°Đ.
Cửa sông ở phía hạ lưu, từ Thủy điện Pắc Ma 22°33′58″B 102°31′4″Đ / 22,56611°B 102,51778°Đ chừng 18 km đường sông.

## Thủy điện
Thủy điện Nậm Củm 4 có công suất lắp máy 54 MW với 2 tổ máy, khởi công năm 2017, dự kiến hoàn thành năm 2019 , xây dựng trên dòng Nậm Củm tại vùng đất xã Mường Tè huyện Mường Tè.

## Chỉ dẫn
1. ↑  Trong tiếng Thái-Tày "Nậm" có nghĩa là nước, sông, suối.